# Команича (Долж)
Команича (рум. Comănicea) насеље је у Румунији у округу Долж у општини Секу. Oпштина се налази на надморској висини од 196 m.

## Становништво
Према подацима из 2002. године у насељу је живело 344 становника, од којих су сви румунске националности.